# اسپیتراسور
اسپیتراسور(نام علمی: Spitrasaurus) نام یک سرده از راسته پلسیوسور است.